# Tipula (Arctotipula) besselsi centrasiatica
Tipula (Arctotipula) besselsi centrasiatica is een ondersoort van de tweevleugelige Tipula (Arctotipula) besselsi uit de familie langpootmuggen (Tipulidae). De ondersoort komt voor in het Palearctisch gebied.